# Leonor Enríquez de Castilla
Leonor Enríquez de Castilla (c. 1356-1383). Dama castellana. Fue hija ilegítima de Fadrique Alfonso de Castilla, maestre de la Orden de Santiago.
Fue señora de Salinas de Añana, y por su matrimonio con el mariscal de Castilla Diego Gómez Sarmiento pasó a ser señora consorte, entre otras, de las villas de Añastro, Labastida, Peñacerrada, Lagrán y Marquínez.
Fue nieta del rey Alfonso XI de Castilla.

## Orígenes familiares
Leonor Enríquez era hija ilegítima, al igual que su hermano, el conde Pedro Enríquez de Castilla, del maestre Fadrique Alfonso de Castilla, y por parte paterna era nieta del rey Alfonso XI de Castilla y su amante Leonor de Guzmán, aunque algunos autores no la mencionaron al hablar de los hijos del maestre Fadrique. Sin embargo, existe una gran confusión acerca de la identidad de su madre, ya que según la mayoría de los genealogistas e historiadores era una dama de la familia Angulo de Córdoba, pero algunos autores señalaron que esa dama se llamaba Constanza, que era hija de los nobles cordobeses Lope Alfonso de Angulo y Elvira Díaz de Aguayo, que falleció en 1370, y que otorgó testamento el día 16 de mayo de ese mismo año en la ciudad de Córdoba ante Juan González y Antón Ruiz mencionando que era la madre del conde Pedro Enríquez y del futuro almirante Alfonso Enríquez, aunque otros indican que en él solamente constaba que era la madre del conde Pedro Enríquez, como ya señaló en el siglo XVIII el padre Francisco Ruano en su obra Casa de Cabrera en Córdoba, donde afirmó que Leonor Enríquez, el conde Pedro y el almirante Alfonso eran hijos de la misma mujer, Constanza de Angulo.
Sin embargo, otros autores aseguran que la madre de Leonor Enríquez y del conde Pedro Enríquez se llamaba Inés de Angulo, aunque otros la llamaron Leonor, Leonor de Angulo o Leonor Manuel de Angulo, y José Pellicer aseguró que fue señora de Mansilla e hija de Luis Manuel y de Beatriz Angulo de Córdoba. Pero en cualquier caso, la mayoría de los historiadores coinciden al señalar que el maestre Fadrique tuvo dos hijos con la misma dama
Además, Leonor era hermana o hermanastra por parte paterna, aunque la mayoría de los autores afirman esto último, del almirante Alfonso Enríquez, que fue señor de Medina de Rioseco y de otras muchas villas, y también de otro individuo llamado Alfonso Enríquez, que falleció en 1384 durante el asedio de Alenquer. Y el historiador Alfred Morel-Fatio también señaló la existencia de otro hijo del maestre Fadrique llamado Juan, que es mencionado en un privilegio de 1369, y que sin embargo jamás ha sido incluido por otros autores entre sus descendientes.
Y conviene señalar que el hermano de Leonor, Pedro Enríquez de Castilla, llegó a ser uno de los nobles más poderosos del reino de Castilla en su época y el principal magnate del reino de Galicia, ya que era conde de Trastámara, Lemos, Sarria y Viana del Bollo, y llegó a ser condestable de Castilla y pertiguero mayor de Santiago..

## Biografía

### Juventud y matrimonio

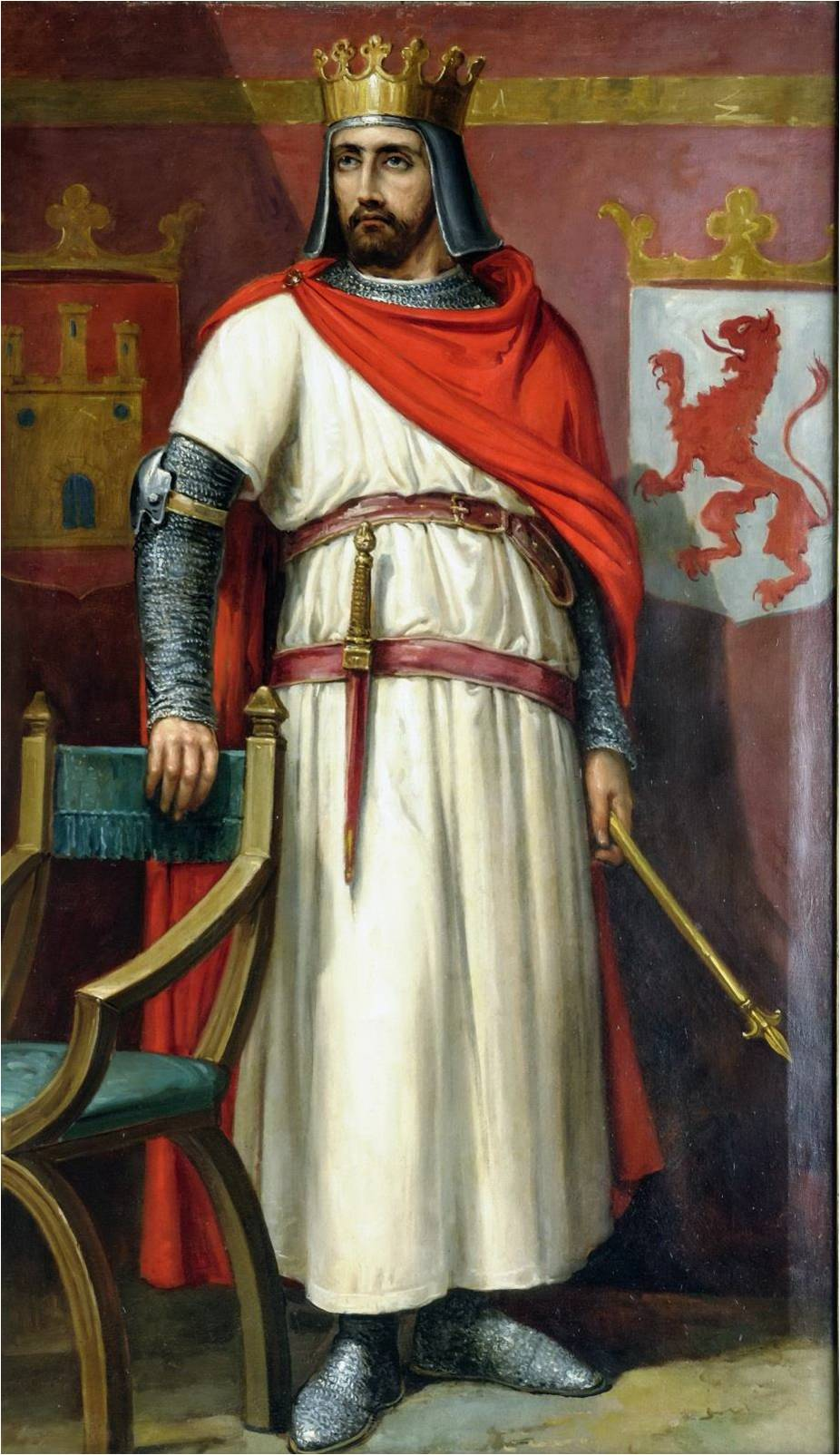
Retrato imaginario de Enrique II de Castilla, tío carnal de Leonor Enríquez. José María Rodríguez de Losada. (Ayuntamiento de León).

Se desconoce su fecha de nacimiento, pero debió de ocurrir hacia 1356, según Jaime de Salazar y Acha, y antes del día 29 de mayo de 1358, fecha en que su padre, Fadrique Alfonso de Castilla, que fue maestre de la Orden de Santiago, señor de Haro, adelantado mayor de la frontera de Andalucía y camarero mayor del rey, fue asesinado en la ciudad de Sevilla por orden de su hermanastro, el rey Pedro I de Castilla.
El rey Enrique II de Castilla, que era hermano de su padre y tío carnal de Leonor Enríquez, concertó su matrimonio con Diego Gómez Sarmiento, que era hijo de Diego Pérez Sarmiento, adelantado mayor de Castilla y canciller mayor de la Orden de la Banda, y de María de Velasco, aunque José Pellicer señaló erróneamente que tras el asesinato de Diego Pérez Sarmiento en 1363, su viuda, María de Velasco, que había sido desposeída de todas sus propiedades en Castilla por el rey Pedro I, solicitó una dispensa matrimonial para que su hijo Diego pudiera casarse con Leonor Enríquez, ya que ambos eran primos hermanos. Pero lo fundamental, en opinión de algunos autores, es que el matrimonio de Diego Gómez Sarmiento con Leonor Enríquez ha sido incluido dentro de las célebres mercedes enriqueñas, con las que el rey Enrique II recompensó a los miembros de la nobleza que le habían secundado durante la Guerra Civil Castellana, ya que el suegro de Leonor, Diego Pérez Sarmiento, había apoyado a Enrique II durante ese conflicto, por lo que ese enlace matrimonial constituye un «claro» indicio del notable ascenso que la familia Sarmiento estaba alcanzando en esa época.
La familia del esposo de Leonor, los Sarmiento, tuvieron un papel de la «máxima relevancia» desde el reinado de Enrique II de Castilla y también durante el de su hijo y sucesor, Juan I. Y Diego Pérez Sarmiento, que era el suegro de Leonor, se sumó en 1359 al bando del futuro Enrique II durante la Guerra Civil Castellana, y el hermano de su esposo, Pedro Ruiz Sarmiento, llegó a ser adelantado mayor de Galicia.
Y el esposo de Leonor, Diego Gómez Sarmiento, fue mariscal de Castilla, justicia mayor de la Casa del rey, repostero mayor del rey Juan I de Castilla adelantado mayor de Castilla y de Galicia, portero mayor del rey, y alguacil mayor y mariscal en la casa del infante Enrique de Castilla, que llegaría a reinar como Enrique III. Pero el historiador Pedro de Salazar y Mendoza afirmó erróneamente que el cargo de repostero mayor del rey, que sería ocupado por los Sarmiento durante más de un siglo, le fue concedido a Diego Gómez Sarmiento como parte de la dote de Leonor Enríquez.

### Señora de Salinas de Añana (1375-1383)

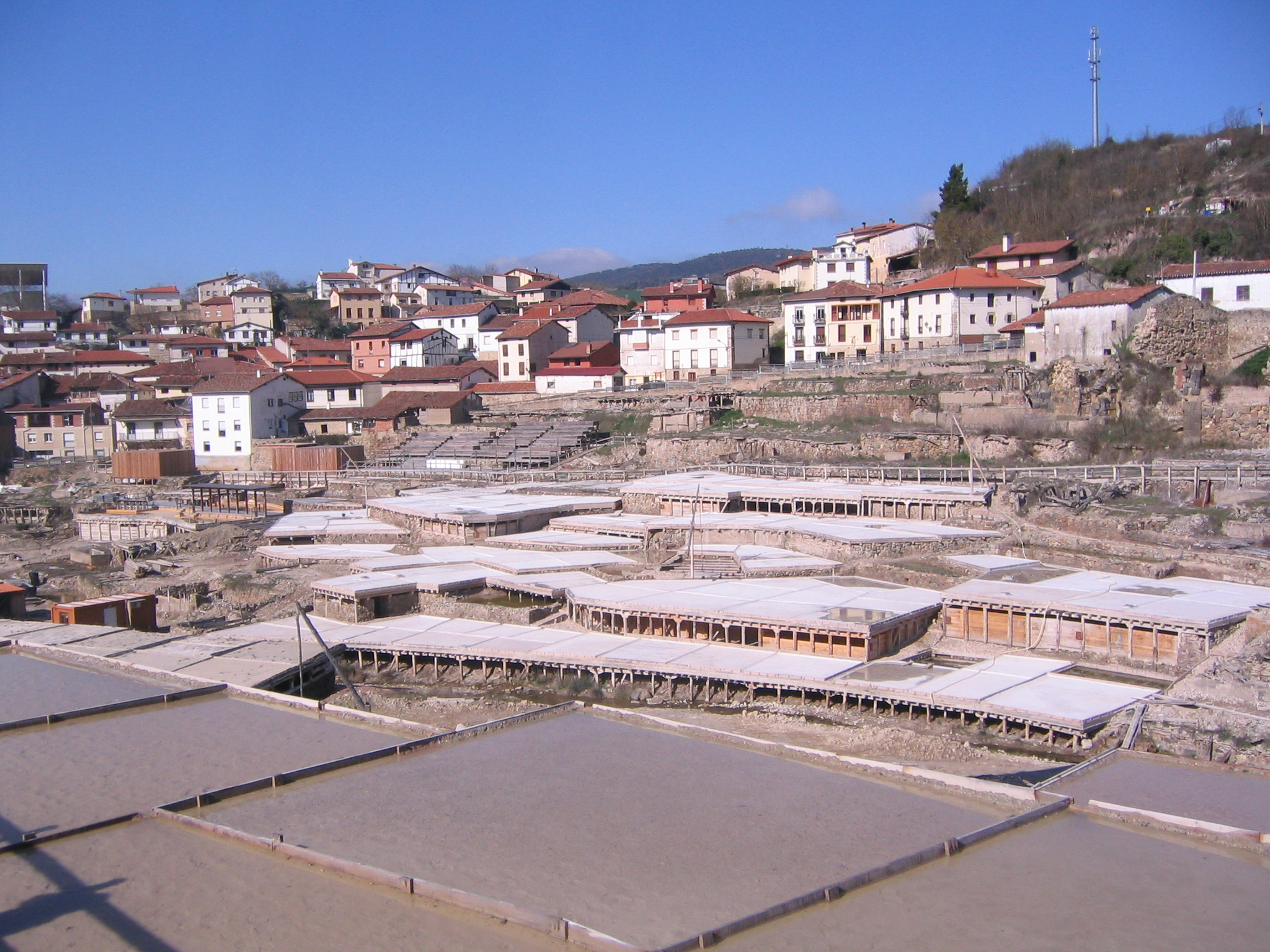
Vista del municipio de Salinas de Añana. (Provincia de Álava).

Algunos autores afirmaron que el rey Enrique II les concedió en 1375 a Leonor Enríquez y a su esposo, con motivo de su matrimonio, el señorío de Salinas de Añana y otras posesiones, y otros señalaron que ambos se casaron en 1362. Pero hay constancia de que el señorío de Salinas de Añana fue concedido exclusivamente a Leonor Enríquez por Enrique II el día 12 de abril de 1375, por juro de heredad para ella y sus herederos, aunque otros autores afirmaron erróneamente que el señorío se les concedió a ella y a su esposo en 1377 o en abril de 1370, y para justificar esta última fecha adujeron que el propio Enrique II, cuando se dirigía a Bayona en 1373, se detuvo en Salinas de Añana y fue el padrino de bautismo de García Fernández Sarmiento, que nació en 1373 y fue el hijo primogénito de Leonor Enríquez.
En 1375 el señorío de Salinas de Añana fue donado a Leonor Enríquez junto con todos sus habitantes, términos, aldeas, la jurisdicción civil y criminal, el mero y mixto imperio y los derechos, rentas o pechos propios de la Corona en aquel lugar, entre los que figuraban los tributos del yantar, escribanía, martiniegas, portazgos, infurciones y la cabeza de pecho de los judíos, por lo que su cesión a Leonor Enríquez, como señaló Urcelay Gaona, no difiere de aquellas que el rey Enrique II y sus sucesores concedieron en esta época a algunos nobles. Pero conviene señalar que la Corona se reservó el derecho a disponer de las rentas derivadas de las salinas y también las procedentes de las alcabalas, monedas, tercias y servicios que se recaudaran entre los habitantes del señorío.

Además, Urcelay Gaona señaló que con este tipo de donaciones a los miembros de la nobleza los monarcas pretendían aumentar sus ingresos, ya que sus rentas habían disminuido notablemente por causa de la crisis del siglo XIV, y otorgarles una mayor participación en las propias rentas reales. Y conviene señalar que en uno de los fragmentos del privilegio en el que se consignó la donación del señorío de Salinas de Añana a Leonor Enríquez, y que fue citado por Urcelay Gaona, se la reconoce expresamente como hija del maestre Fadrique Alfonso de Castilla y se menciona que junto con el señorío de Salinas el rey le concedió por juro de heredad a ella y a sus herederos 20.000 maravedís procedentes de las rentas de Salinas de Añana:

Nos el rey, por facer bien y merced a vos doña Leonor, nuestra sobrina, fija del Maestre don Fadrique, nuestro hermano que Dios perdone, por vos heredar en los nuestros regnos, damos vos en donacion pura perpetua non revocable por juro de heredad, para siempre jamás, para vos y para vuestros herederos la nuestra villa de Salinas de Añana...por facer más bien y más merced a vos la dicha doña Leonor, damos vos que ayades de cada año para siempre jamás por juro de heredad para vos y para vuestros herederos 20.000 maravedis en el arca de la sal de la dicha villa.

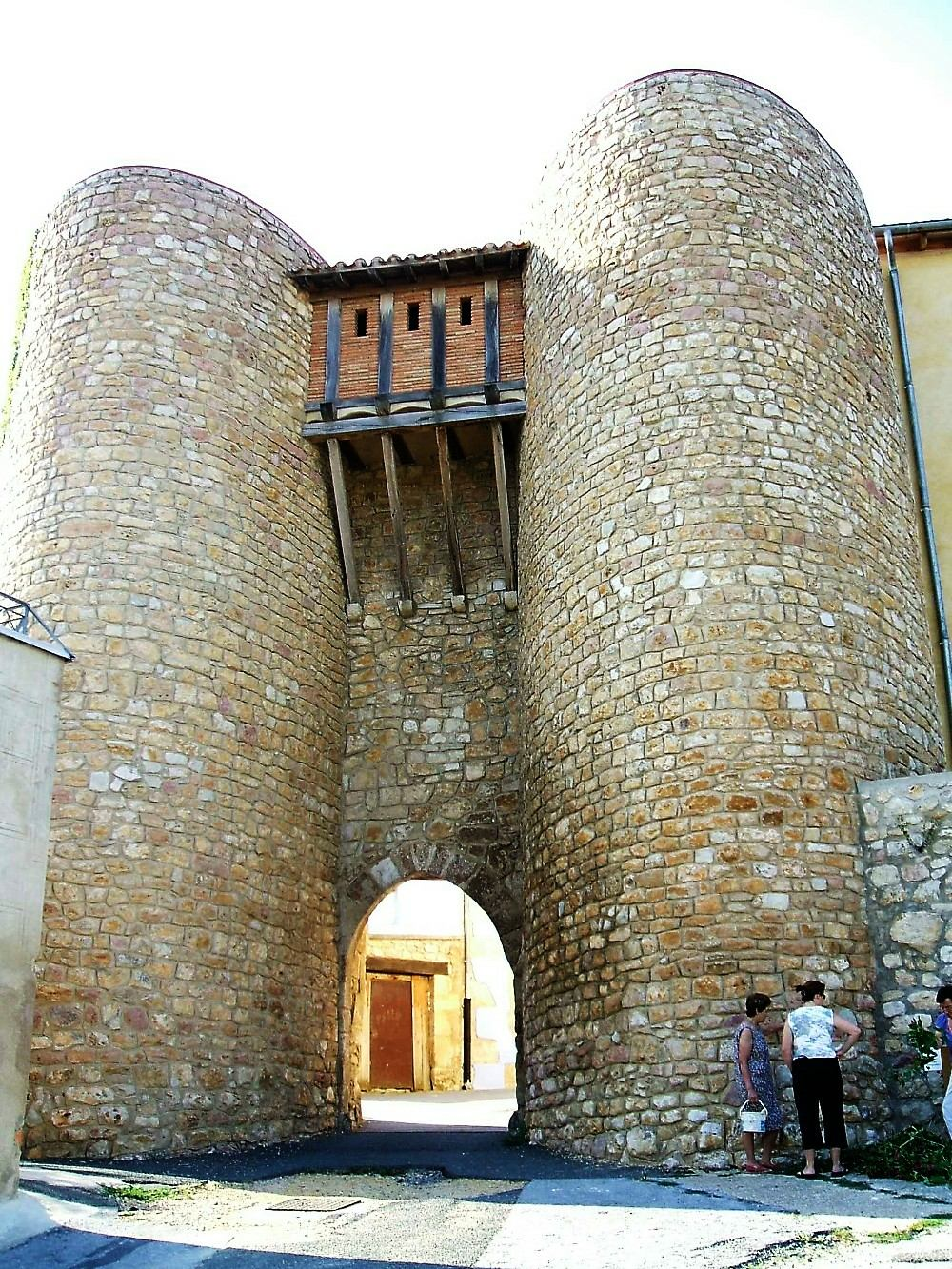
Puerta de las murallas de Peñacerrada. (Provincia de Álava).

Pellicer señaló que el señorío de Salinas de Añana, población a la que Alfonso VII había concedido su primer fuero en 1140, fue conocido en siglos pasados como el Infantado de Salinas, ya que había formado parte del patrimonio o «apanage» de algunas infantas u otras damas de la realeza, como en el caso de la reina Leonor de Castilla, hija de Fernando IV y hermana del rey Alfonso XI. Y el mismo historiador afirmó erróneamente que el señorío de Salinas fue concedido por el rey a Leonor Enríquez el día 25 de abril de 1370, y también que el día 31 de octubre de 1371 Leonor y su esposo juraron respetar los fueros y privilegios de esa villa y que, entrando por la Puerta de la Revilla de Salinas con la «Ceremonia del Palio», fueron recibidos como señores de la villa.
Además, el rey Enrique II cedió en 1369 a Diego Gómez Sarmiento la villa de Añastro, en 1370, un año después, las de Labastida y Salinillas de Buradón, y en 1377 los municipios de Peñacerrada, Lagrán y Marquínez, situados también en la provincia de Álava y junto con todos sus derechos, rentas, justicia civil y criminal y el mero y mixto imperio, como señaló Hegoi Urcelay Gaona.
Durante las Cortes de Soria de 1380, el rey Juan I de Castilla confirmó a su prima Leonor Enríquez la donación del señorío de Salinas de Añana que Enrique II le había cedido a dicha dama en 1375. Y el día 25 de julio de 1383, mientras se hallaba en Torrijos, el rey Juan I de Castilla concedió a Diego Gómez Sarmiento, su portero mayor, la merced de poder tener 20 escusados en las villas de Villaumbroso y Villatoquite. Y por todo ello Añibarro Rodríguez señaló que con toda «evidencia» los Sarmiento estaban intentando conseguir el dominio «territorial y económico de la zona, en especial en lo tocante a la producción y comercialización de la sal».

## Testamento y muerte (1383)

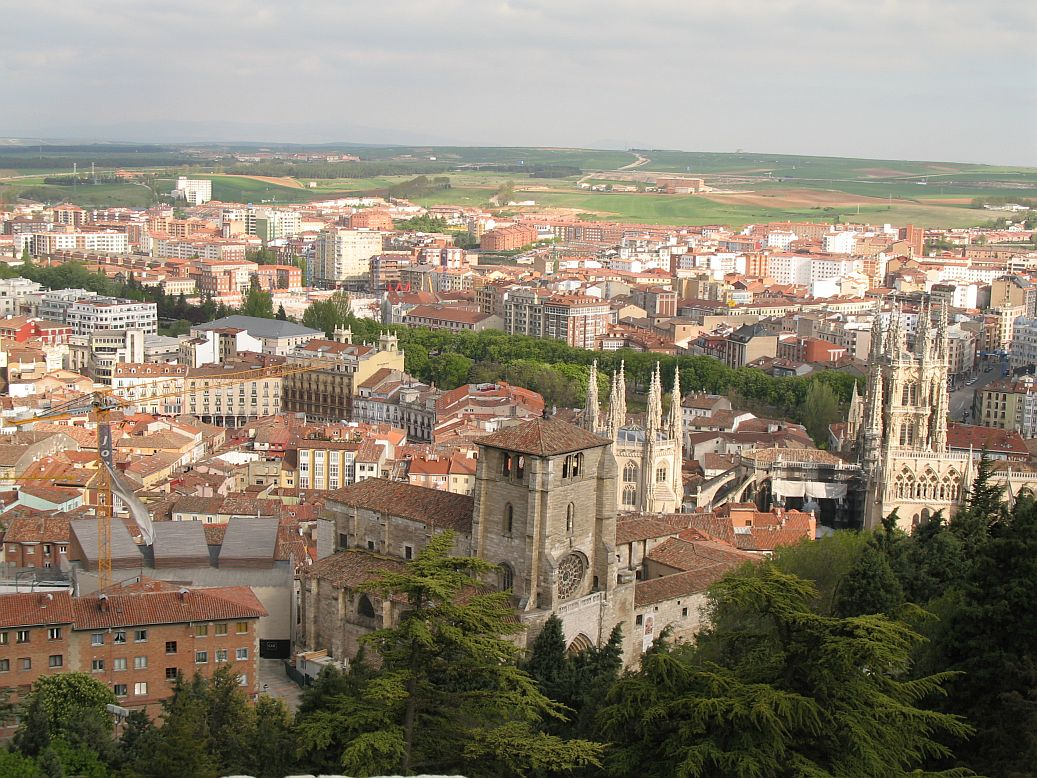
Vista de la ciudad de Burgos.

José Pellicer afirmó que Leonor Enríquez otorgó testamento el día 6 de junio de 1383 en la villa palentina de Carrión de los Condes, aunque Casillas García señaló, y en dos obras diferentes, que lo hizo el día 6 de junio de 1384. Y Pellicer destacó que el testamento de Leonor, quien dispuso que su albacea testamentario fuera su primo carnal, el rey Juan I de Castilla, no era menos «piadofo y magnifico» que el que su esposo, Diego Gómez Sarmiento, otorgó en Peñacerrada el día 15 de julio de 1384, ya que uno de los fragmentos del testamento de este último llamó la atención de Pedro Rodríguez de Campomanes en su Tratado de la regalía de amortización.
Además, Pellicer también señaló que Leonor Enríquez mencionaba en su testamento a su madre, también llamada Leonor como ella, y que en él dispuso libremente de su señorío de Salinas de Añana y de sus rentas, bienes y vasallos, y también destacó que a causa de ello su esposo no tuvo necesidad de hacerlo en su testamento ya que él no podía disponer de ese señorío ni del mayorazgo que lo vinculaba al hijo primogénito de ambos.
Leonor Enríquez dispuso que su cadáver recibiera sepultura en la capilla mayor o en el coro de los frailes del convento de San Pablo de Burgos, de la Orden de los dominicos, al que ella, al igual que a sus frailes, había beneficiado mucho y entregado «muchas cosas de muebles», como destacó Luciano Huidobro Serna, debido a la «devoción» que profesaba a los miembros de esa orden. Y Leonor también dispuso que su cadáver fuera amortajado con el hábito de los dominicos y que se construyera un sepulcro para albergarlo sobre el que debería colocarse su estatua yacente:

Que mi cuerpo sea enterrado en Sant Pablo de Burgos, en el habito de los fraires predicadores, e de mi Padre Santo Domingo, en la capilla maior o en mitad del coro, do mas plugiere a mis testamentarios (...) E mando que fagan una sepultura que sea muy buena, en que esté debuxada mi imagen en el abito de Santo Domingo. E mando mas, un paño de enteuado para que pongan sobre mi dicha sepultura.

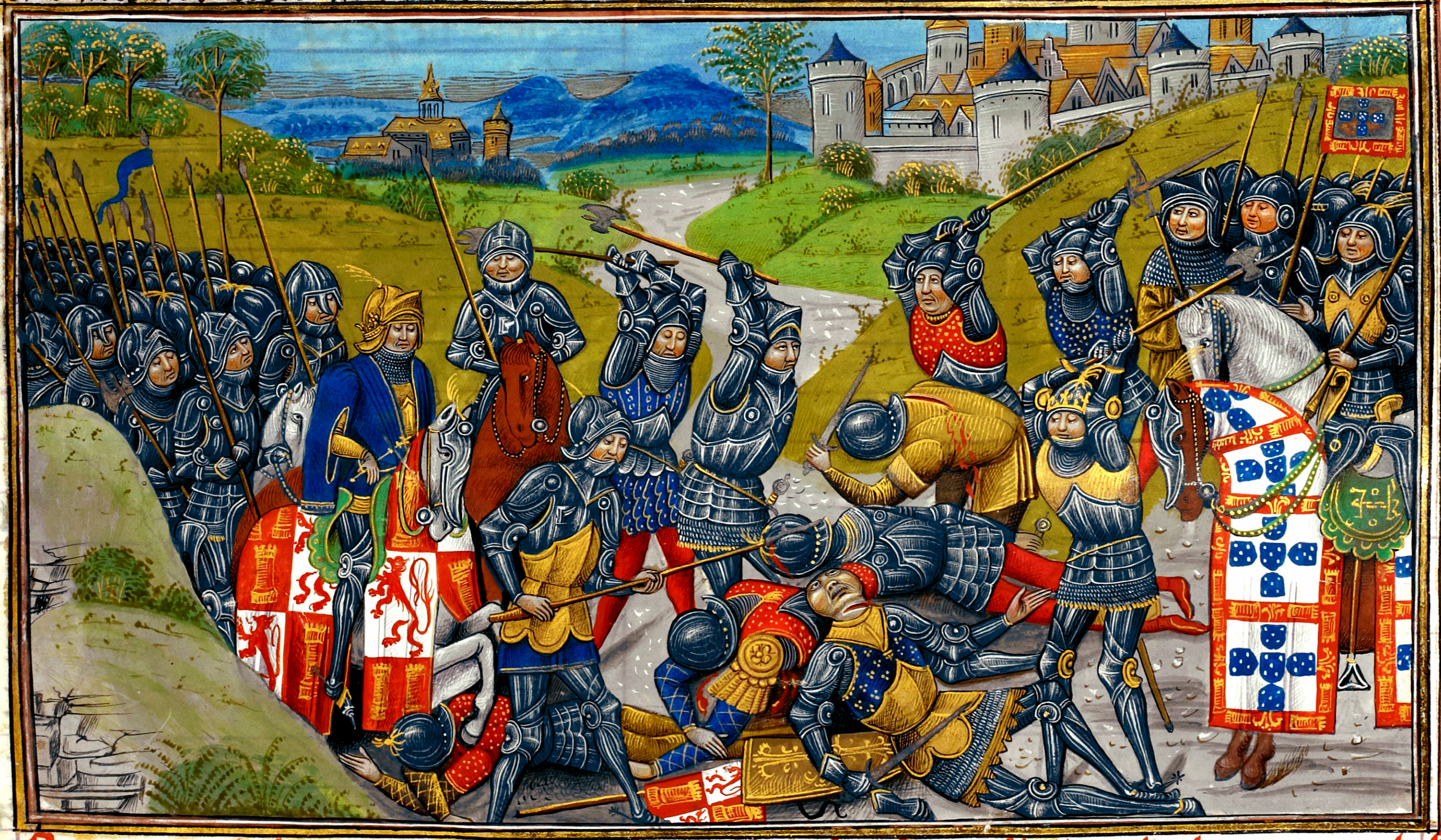
Miniatura medieval que representa la batalla de Aljubarrota, librada en 1385.

Leonor Enríquez dejó al convento de San Pablo de Burgos, como señaló Pellicer, «renta, plata, joyas y bienes muebles», y además estableció un aniversario en memoria suya, y dispuso que cada día se dijera una misa por su alma y otra cantada «cada mes con sus responsos sobre su sepultura», legando al convento 8.000 maravedís de renta perpetuos para ello. Y Pellicer también afirmó que Leonor costeó la construcción del crucero de la iglesia del convento de San Pablo para que su cadáver recibiera sepultura en ese lugar, aunque Huidobro Serna manifestó que no llegó a terminarlo y que solamente lo tenía «casi cerrado», por lo que en su testamento ordenó que lo finalizaran y legó para ello 20.000 maravedís, a los que en caso necesario sus testamentarios añadirían lo necesario para su conclusión. Y precisamente por esa razón el obispo Pablo de Santa María, que fue uno de los más destacados benefactores de ese convento a principios del siglo XV y colocó su escudo de armas en «las otras naves» del templo, no pudo colocarlos en el crucero de la iglesia.
Leonor Enríquez de Castilla falleció en 1383, según afirman numerosos historiadores, y en el testamento que su esposo otorgó el día 15 de julio de 1384, y que fue publicado íntegramente por José Pellicer, Diego Gómez Sarmiento ya se refería a su esposa como «mi señora Doña Leonor, que Dios perdone». Conviene señalar que el mariscal Diego Gómez Sarmiento murió en 1385 en la batalla de Aljubarrota, «junto a lo más florido de la caballería castellana», como señaló el historiador César González Mínguez.

## Sepultura

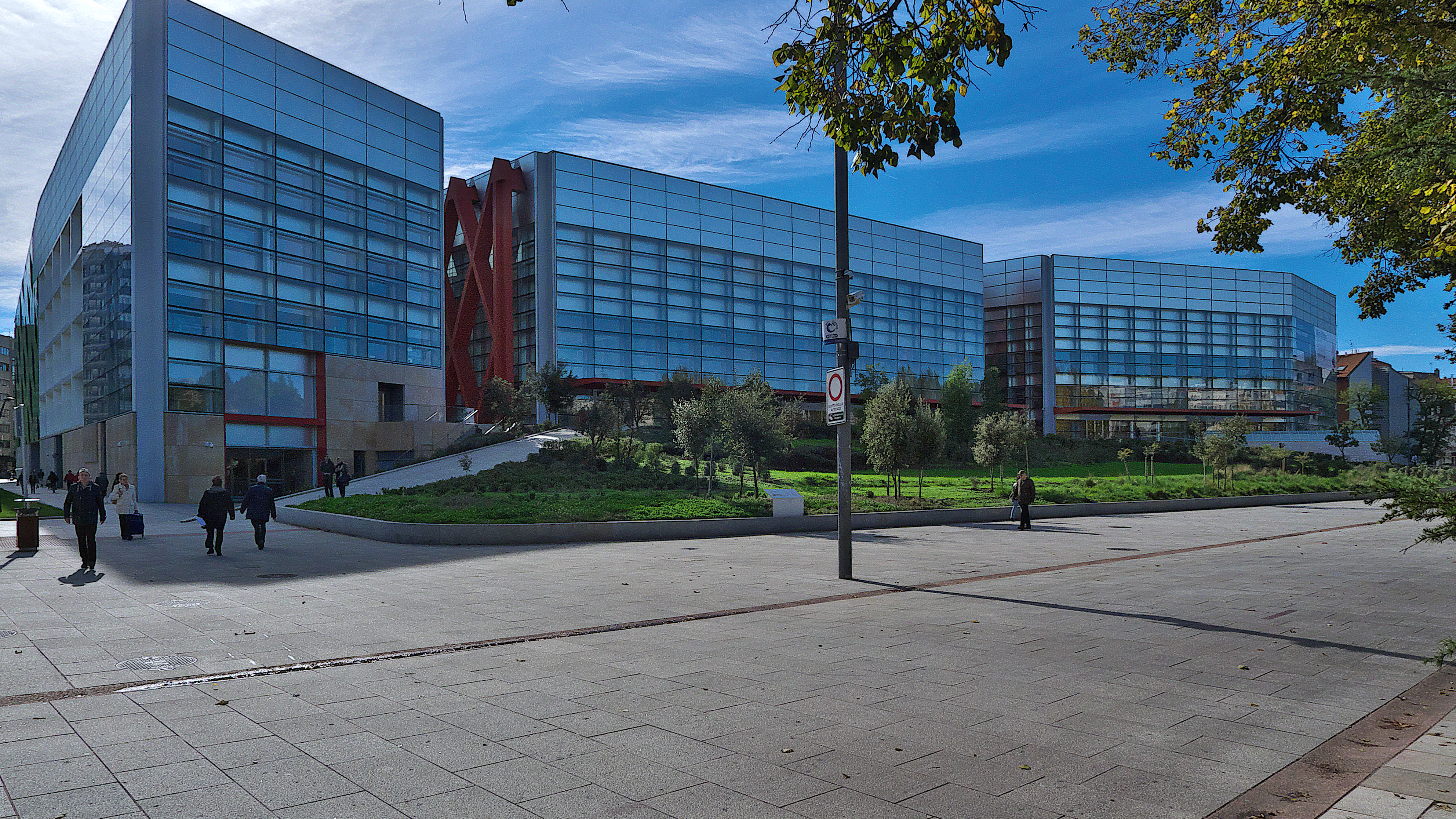
Vista del Museo de la Evolución Humana, que se alza donde estuvo el convento de San Pablo de Burgos.

El cadáver de Leonor Enríquez de Castilla recibió sepultura en el centro del crucero de la iglesia del desaparecido convento de San Pablo de Burgos, cumpliéndose así lo dispuesto en su testamento, aunque el sepulcro que contenía sus restos mortales fue trasladado varias décadas después de su muerte al coro bajo de la iglesia conventual y llegó a ser conocido en siglos posteriores como el de la «beata».
El sepulcro de Leonor era de alabastro y según Casillas García estaba adornado con los escudos de Castilla, de los Enríquez, y de la familia Sarmiento, aunque Pellicer afirmó que cuatro de los seis escudos que había en el sepulcro eran de los Sarmiento y los dos restantes «un caftillo puefto en lifonja y quatro leones», que corresponde al escudo de armas de la propia Leonor Enríquez.
El sepulcro de Leonor fue el primero «de bulto» o con estatua yacente que hubo en el convento de San Pablo de Burgos, y desde el siglo XV estuvo protegido también por una reja de hierro. Y teniendo en cuenta la estirpe o «dignidad» de la difunta, como señaló Castillas García, el sepulcro debió de ser una obra «notable», en opinión de diversos autores, por lo que tal vez su ubicación en el centro del coro conventual propició el que fuera destrozado en los avatares que sufrió el convento a lo largo del siglo XIX.
Durante la Guerra de la Independencia Española las tropas francesas saquearon y destruyeron el convento de San Pablo de Burgos y lo convirtieron en cuartel, y en 1870 las ruinas de la iglesia y del convento que aún permanecían en pie fueron demolidas por el ejército español por orden del Ministerio de la Guerra, suponiendo dicha orden la completa desaparición del antiguo convento y de su iglesia. Y conviene señalar que el nuevo cuartel fue utilizado durante casi un siglo, hasta que fue demolido en el año 1973, y que en el solar que ocupaba el convento se encuentra en la actualidad el Museo de la Evolución Humana.

## Matrimonio y descendencia
Contrajo matrimonio en 1368 con el mariscal Diego Gómez Sarmiento, y algunos autores señalaron que de su unión nacieron tres hijos y cuatro hijas de los que descienden, como señaló Pedro de Salazar y Mendoza, los condes de Salinas y los de Ribadeo:

Escudo de armas de los Sarmiento.

- García Fernández Sarmiento (1373-1393). Fue señor de Salinas, Peñacerrada, Labastida, Salinillas, Berganzo y otras villas, y llegó a ser repostero en la casa del infante Enrique de Castilla, hijo del rey Juan I,[52] aunque falleció en la ciudad portuguesa de Santarém en 1393 sin haber contraído matrimonio.[40]
- Diego Pérez Sarmiento (m. c. 1433). Fue señor de Añastro, Fresno y Varea, y a la muerte de su hermano García heredó los señoríos de Salinas de Añana,[84] cuya posesión le fue confirmada por Juan II de Castilla en 1413,[85] Labastida y Peñacerrada, y fue también adelantado mayor de Galicia y repostero mayor del rey Juan II de Castilla,[84] de quien llegó a ser uno de sus privados.[86] Además, contrajo matrimonio antes del año 1397 con Mencía López de Zúñiga, que era hija de Diego López de Zúñiga, señor de Béjar y justicia mayor de la Casa del Rey,[87] y de Juana García de Leiva, con quien tuvo descendencia.[88] Y algunos autores señalaron que murió en 1435 en un combate contra los aragoneses, según afirmaba su epitafio en la abadía de Benevívere, donde fue enterrado, aunque otros discrepan en cuanto a la fecha de su muerte.[86]
- Pedro Ruiz Sarmiento. Fue señor de Revenga, Arreba, «Val de Camaces, Veçana y vaffallos de la merindad de Carrión».[89] Y Pellicer afirmó que contrajo matrimonio con Juana de Zúñiga, que era hija de Juan de Zúñiga, prestamero de Bureba y La Rioja, y que de dicha unión proceden los condes de Santa Marta y de Ribadavia, aunque otros autores aseguran que todo lo relativo a ese enlace es falso y que nunca se celebró.[90]
- Constanza Sarmiento (m. después de 1463).[91] Fue señora de Berganzo, Villaumbroso y Villatoquite y contrajo matrimonio con Carlos Ramírez de Arellano, que fue señor de los Cameros[92] y era hijo de Juan Ramírez de Arellano el Mozo y de Teresa Manrique,[93][94] y con quien tuvo varios hijos.[95] Y conviene señalar que en 1393 el rey Enrique III le confirmó a Constanza Sarmiento la merced de los 20 escusados, es decir, exentos por privilegio de abonar impuestos, que su padre, el rey Juan I de Castilla, había concedido a su padre en los municipios de Villaumbroso y Villatoquite.[92] Además, su esposo otorgó testamento el día 12 de julio de 1410 en la ciudad de Antequera y falleció en 1412, dejando a Constanza como tutora de los hijos de ambos,[96] y ella otorgó testamento en Andaluz el día 23 de julio de 1463,[97] y fue sepultada, al igual que su esposo, en el convento de San Francisco de Soria.[98]
- María Sarmiento (m. 1438). Fue señora de Salinillas, y contrajo matrimonio con Fernán Pérez de Ayala,[99] que fue señor de Ayala y de Salvatierra, alférez mayor del pendón de la Orden de la Banda,[100] y merino mayor de Guipúzcoa[101][102] y era hijo del canciller Pero López de Ayala[103] y de Leonor de Guzmán.[101] Y María Sarmiento y su esposo otorgaron testamento el día 12 de mayo de 1436 y fueron sepultados en el convento de San Juan de Quejana, donde aún se conservan sus sepulcros en la actualidad.[104][105]
- Mencía Sarmiento (m. después de 1413).[106] Pellicer la llamó Mencía Manuel, y su padre dispuso en su testamento que fuera monja en el monasterio de Santa Clara de Medina de Pomar y le cedió los 3.300 maravedís que él poseía por juro de heredad en las Salinas de Añana, aunque ordenó que a la muerte de Mencía deberían ser entregados a su hijo y heredero principal, García Pérez Sarmiento.[107] Y hay constancia de que llegó a ser abadesa del convento de Santa Clara de Medina de Pomar,[108] del que aún lo era en 1413,[106] de que en 1411 vendió a Juan de Velasco el municipio palentino de Villerías de Campos por una suma de 50.000 maravedís y otros 4.000 «de juro» de heredad, y de que ella posiblemente había heredado ese municipio a principios del siglo XV y lo había donado posteriormente a ese convento.[109][j]
- Fernán Sánchez Sarmiento. Fue señor del estado de Saja y poseía vasallos en la Rioja. Y además siguió la carrera eclesiástica, fue canónigo de la catedral de León y tuvo un hijo llamado Fernán Sánchez Sarmiento que en 1435 donó a su primo Pedro Ruiz Sarmiento, primer conde de Salinas, el estado de Saja.[89][k]